# José Leopoldo González González
José Leopoldo González González (Cañadas de Obregón, Jalisco, 7 de fevereiro de 1955) é um clérigo católico romano mexicano, bispo auxiliar de Guadalajara, primeiro bispo de Nogales e atual bispo de San Juan de los Lagos.

## Biografia
José Leopoldo González González concluiu os estudos filosóficos e religiosos no Seminário Maior de Guadalajara. Também estudou em Roma, na Pontifícia Academia Alfonsiana, onde obteve a licenciatura em Teologia Moral. Em 27 de maio de 1984, González recebeu o Sacramento da Ordem das mãos do Arcebispo de Guadalajara, Cardeal José Salazar López.
Ao voltar de Roma, desempenhou seu ministério como vigário paroquial. De 1987 a 1993 foi prefeito e professor no Seminário Maior de Guadalajara; em seguida, até 2000, foi funcionário do Pontifício Conselho Justiça e Paz da Santa Sé. Posteriormente, foi pároco de Santa Cecília (2000-2003); a partir de 2003, foi vice-reitor da Universidade Católica de Guadalajara e secretário da Comissão de Doutrina da Conferência do Episcopado Mexicano.
Em 15 de novembro de 2005, o Papa Bento XVI o nomeou bispo titular de Thuburnica e bispo auxiliar de Guadalajara. O Arcebispo de Guadalajara, Cardeal Juan Sandoval Íñiguez, o consagrou em 25 de janeiro de 2006, na Igreja de São Bernardo em Guadalajara; os co-consagrantes foram o Núncio Apostólico no México, Arcebispo Giuseppe Bertello, e o Bispo de León, José Guadalupe Martín Rábago.
Na Conferência do Episcopado Mexicano (CEM), foi secretário-geral para o triênio 2006-2009, presidente da Comissão da Pastoral Social para 2012-2015 e 2016-2018, Delegado da CEM no Conselho Episcopal Latino-Americano (CELAM) para o triênio 2006-2009 e secretário-geral do CELAM entre 2009-2011.
Em 19 de março de 2015, o Papa Francisco o nomeou o primeiro bispo de Nogales. A inauguração ocorreu em 22 de maio do mesmo ano.
Assumiu na CEM, no triênio 2018-2021, como segundo membro do Conselho da Presidência e Membro do Conselho Permanente.

Em 19 de março de 2024, o Papa Francisco nomeou-o bispo de San Juan de los Lagos. Tomou posse em 25 de maio do mesmo ano, durante cerimônia na Catedral Basílica de Nossa Senhora de San Juan de los Lagos.